# Avenue du Maréchal-Foch (Toulouse)
Pour les articles homonymes, voir Avenue Foch.
L'avenue du Maréchal-Foch (en occitan : avenguda del Marescal Foch) est une voie de Toulouse, chef-lieu de la région Occitanie, dans le Midi de la France.

## Situation et accès

### Description
L'avenue du Maréchal-Foch est une voie publique. Elle se trouve dans le quartier de Sauzelong.
Elle naît perpendiculairement au boulevard de la Marne. Longue de 426 mètres, d'une largeur régulière de 10 mètres, elle est orientée au sud-ouest. Elle reçoit successivement, à droite, la rue Bertrand-Gril, la rue Georges-Clemenceau, puis la rue Jean-Racine. Elle se termine au carrefour de la rue du Midi. Elle est prolongée au sud-ouest par la rue Léon-Bonnat.
La chaussée compte une voie de circulation automobile dans chaque sens. Elle appartient à une zone 30 et la vitesse y est limitée à 30 km/h. Il n'existe pas d'aménagement cyclable.

### Voies rencontrées
L'avenue du Maréchal-Foch rencontre les voies suivantes, dans l'ordre des numéros croissants (« g » indique que la rue se situe à gauche, « d » à droite) :
1. Boulevard de la Marne
2. Rue Bertrand-Gril (d)
3. Rue Georges-Clemenceau (d)
4. Rue Jean-Racine (d)
5. Rue du Midi (d)

## Odonymie

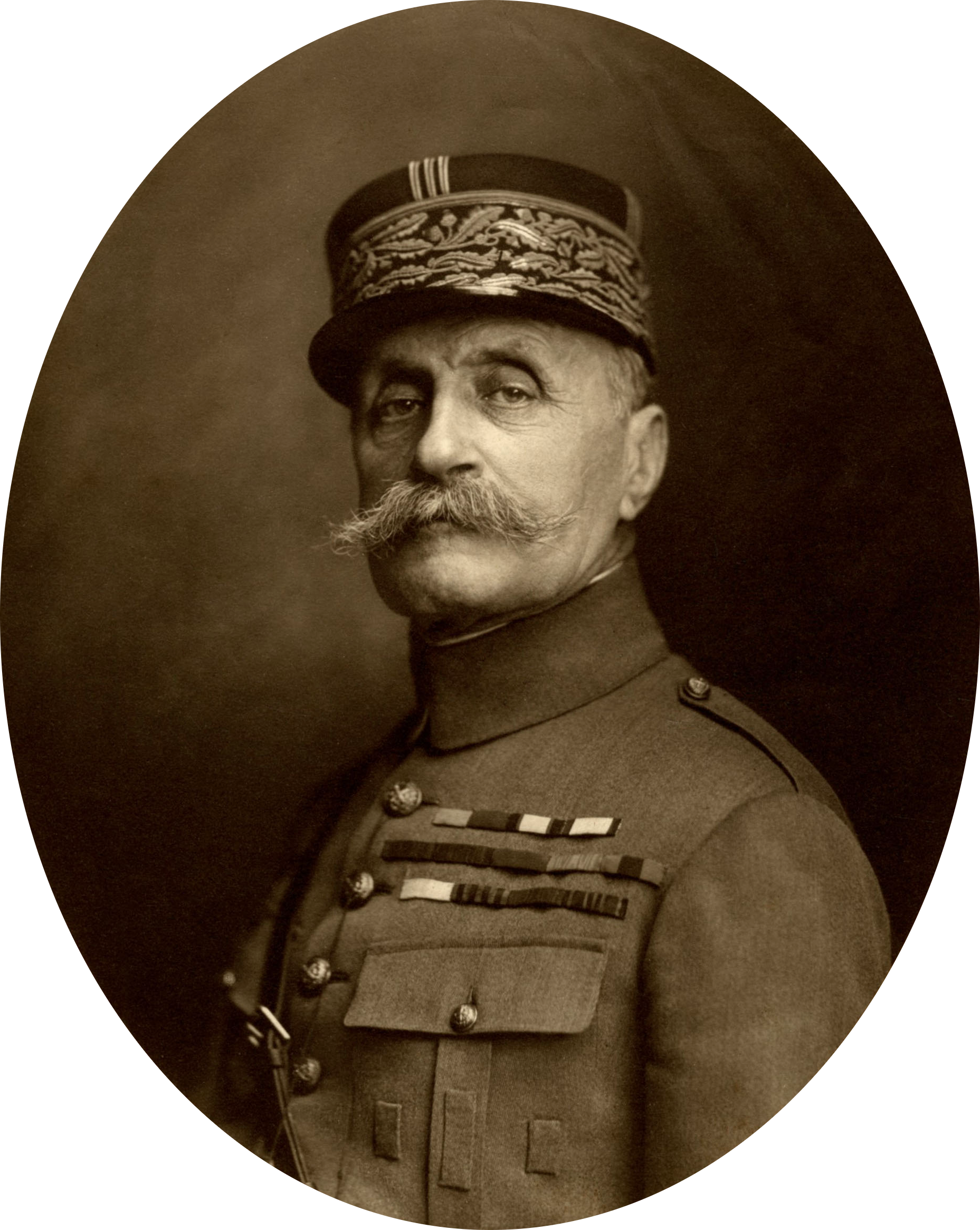
Portrait de Ferdinand Foch par R. Melcy (1921).

C'est en 1929 que l'avenue est nommée en hommage à Ferdinand Foch (1851-1929). Originaire de Tarbes, il est général au début de la Première Guerre mondiale. Il participe à la première bataille d'Ypres en 1914, à la deuxième et à la troisième bataille de l'Artois en 1915, et à la bataille de la Somme en 1916. Relevé de son commandement, il est chef d'état-major général en 1917, avant d'être nommé commandant en chef de toutes les forces alliées sur le front de l'Ouest à partir de mars 1918. Élevé à la dignité de maréchal de France en 1918, il est élevé à celles de maréchal du Royaume-Uni en 1919 et de Pologne en 1923.
Par ailleurs, l'avenue du Maréchal-Foch a son origine au boulevard de la Marne, nommé en 1930 en l'honneur des deux batailles du même nom livrées en 1914 et en 1918. Il existe également une rue voisine, nommée quelques années plus tôt, en 1926, en hommage à Georges Clemenceau, président du Conseil et ministre de la Guerre entre 1917 et 1920. Enfin, quatre autres maréchaux de la Première Guerre mondiale furent également honorés d'une rue toulousaine : Philippe Pétain (actuelle rue Frédéric-Petit) en 1929, Joseph Gallieni (actuelle rue du Maréchal-Gallieni) en 1932, et Hubert Lyautey (actuelle rue du Maréchal-Lyautey) en 1935, et tous trois dans le quartier de Marengo, et enfin Joseph Joffre en 1959, dans le quartier de Fontaine-Lestang (actuelle rue du Maréchal-Joffre).

## Histoire
L'avenue du Maréchal-Foch est l'une des voies tracées dans le lotissement « du Grand Parc », conçu 1924. Elle est tracée et aménagée en 1929.

## Patrimoine et lieux d'intérêt

### Lotissement du Grand Parc
Le Grand Parc est un vaste lotissement, qui s'étend entre l'avenue Paul-Crampel au nord, le boulevard de la Marne à l'est, la rue Édouard-Beaudrimont au sud et la rue du Midi à l'ouest. Il est construit, à partir de 1921, à l'emplacement de terrains qui appartenaient à Louis Gril. Il était le fils de Bertrand Gril (1827-1910), cordonnier originaire de Villeneuve-la-Comptal (Aude), installé à Toulouse et enrichi dans l'industrie, propriétaire avec son frère, Georges Gril, de deux usines de chaussures, rue Pierre-Paul-Riquet (actuel no 39) et rue des Vases,.
- no 3 : maison (deuxième quart du XXe siècle)[8].
- no 9 : maison (deuxième quart du XXe siècle)[9].
- no 11 : maison (deuxième quart du XXe siècle)[10].
- no 13 : maison (deuxième quart du XXe siècle)[11].
- no 15 : maison (deuxième quart du XXe siècle)[12].
- no 17 : maison (deuxième quart du XXe siècle)[13].
- no 16 : maison (deuxième quart du XXe siècle)[14].
- no 18 : maison (deuxième quart du XXe siècle)[15].
- no 31 : maison (deuxième quart du XXe siècle)[16].
- no 33 : maison (deuxième quart du XXe siècle)[17].
- no 34 : maison Rodriguez (deuxième quart du XXe siècle)[18].

### Immeubles
- no 18 bis  : résidence du Grand Parc (1957, Jean-Pierre Pierron)[19].
- no 37-41 : résidence (1959, Jean-Pierre Pierron)[20].